# Soultz-Haut-Rhin
Soultz-Haut-Rhin – miejscowość i gmina we Francji, w regionie Grand Est, w departamencie Górny Ren.
Według danych na rok 1990 gminę zamieszkiwało 5867 osób, a gęstość zaludnienia wynosiła 198 osób/km² (wśród 903 gmin Alzacji Soultz-Haut-Rhin plasuje się na 33. miejscu pod względem liczby ludności, natomiast pod względem powierzchni na miejscu 20.).